# 제프 헤르베르거
요제프 "제프" 헤르베르거(독일어: Josef "Sepp" Herberger, 1897년 3월 28일~1977년 4월 28일)는 독일의 축구 선수, 지도자로, 현역 시절 스트라이커로 활약했다. 1954년 FIFA 월드컵 당시 최초로 우승을 거머쥔 "베른의 기적"으로 유명한 서독 대표팀 감독으로 잘 알려져 있으며 1946년부터 1942년까지, 1950년부터 1964년까지 두 차례 독일 대표팀 감독을 역임했다.

## 통계

### 국가대표팀
| # | 날짜             | 장소       | 홈 팀    | 최종 결과 | 원정팀   | 대회      | 득점 | 비고 |
| - | ---------------- | ---------- | -------- | --------- | -------- | --------- | ---- | ---- |
| 1 | 1921년 9월 18일  | 헬싱키     | 핀란드   | 3 - 3     | 독일     | 친선 경기 | 2    |      |
| 2 | 1924년 11월 23일 | 뒤스부르크 | 독일     | 0 - 1     | 이탈리아 | 친선 경기 | -    | 67′  |
| 3 | 1925년 3월 29일  | 암스테르담 | 네덜란드 | 2 - 1     | 독일     | 친선 경기 | -    |      |

## 수상

### 선수
VfR 만하임
- 남독일 선수권 대회: 우승(1925)

### 감독
서독 축구 국가대표팀
- FIFA 월드컵 우승(1954)

### 수훈
- 대연방공로십자장(2019년 11월 22일)